# Vlag van Abu Dhabi

Vlag van het emiraat Abu Dhabi

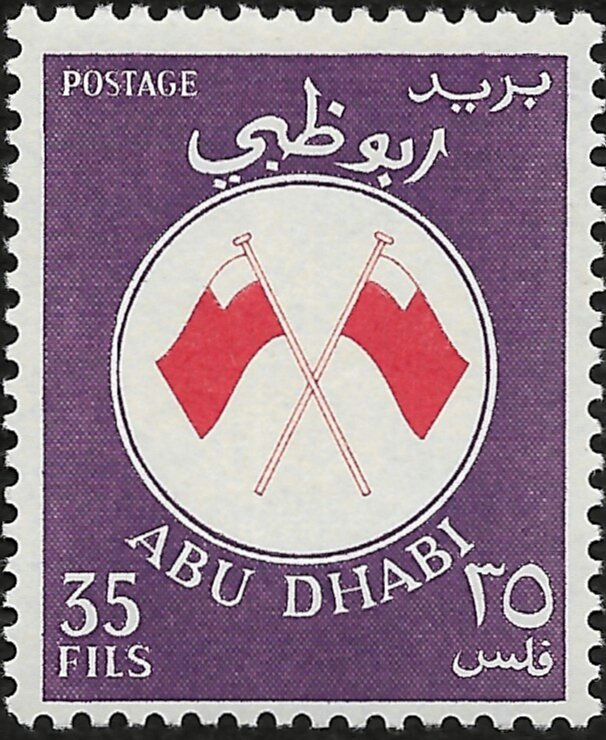
De vlag van Abu Dhabi op een postzegel uit 1967.

De vlag van Abu Dhabi is de vlag van het emiraat Abu Dhabi. Onder het Britse protectoraat vanaf 1820 werd besloten de emiraten van elkaar te onderscheiden: diegenen die een vriendschapsverdrag met de Britten sloten, moesten een wit veld toevoegen aan hun rode vlag; de anderen behielden hun rode vlaggen.
In de General Maritime Treaty van 1820 lieten de Britten twee vormen van witte kleur toe, toegevoegd aan de rode vlaggen der Arabieren. 
- Vlag nummer 1 of flag number one: een witte strook aan de mast en driemaal zo brede rode strook. Dit was de vlag voor Dubai, Abu Dhabi, Ajman en Umm al-Qaiwain. De moderne vlag van Abu Dhabi is een variant van Vlag nummer 1.
- Vlag nummer 2 of flag number two: een witte band rondom een rode rechthoek. Dit was de vlag voor Sharjah, Ras-al-Khaimah, en Kalba.

## Beschrijving
De beschrijving van de vlag zou als volgt kunnen luiden: 
Een rechthoekige vlag bestaande uit rood veld met witte kanton; waarbij de hoogte-breedteverhouding van de vlag 1:2 is.

## Verwante afbeeldingen

Wapen van Abu Dhabi